# Claudio Arbiza
Jorge Claudio Arbiza Zanuttini (ur. 3 marca 1967 w Montevideo), urugwajski piłkarz, grający na pozycji bramkarza.